# Завадівське родовище доломіту
Завадівське родовище доломіту — родовище, розташоване за 500 метрів на південний захід від села Завадівка Монастириського району Тернопільської області.
Корисна копалина — доломіти девонського віку, сірі, темно-сірі до чорних, масивні, бітумінозні з прожилками і гніздами кальциту.
Доломіти придатні для використання у металургійній промисловості, виробництва соди, окремі пачки — для виробництва скла, а також як будівельне каміння.
Запаси за промисловими категоріями — понад 6500 тис. м³. Родовище розробляють.